# تاكاشي هيبيكي
تاكاشي هيبيكي (باليابانية: 日引俊詞؛ بالكانا: ひびき たかし) هو عالم ياباني، ولد في 3 مارس 1963 في كيوتو في اليابان.